# Evelina Umek
Evelina Umek (Trieste, 23 marzo 1939) è una scrittrice, traduttrice e sceneggiatrice italiana della minoranza slovena.

## Biografia
Evelina Umek è nata a Trieste il 23 marzo 1939. Dopo aver frequentato il Liceo classico a Trieste, si iscrisse alla Facoltà di Lettere di Lubiana, dove si stabilì stabilmente nel 1960 e nel 1963 si laureò in Slavistica (sloveno e serbocroato). In seguito lavorò per la televisione per alcuni mesi e poi come giornalista con la rivista Tovariš. Tra il 1976 e il 1978 ha insegnato sloveno alla scuola elementare di Medvode, per poi diventare redattrice presso la casa editrice Sava, fusasi con la casa editrice Universum. Dal 1980 al 1984 è stata direttrice di questa casa editrice e fino al 1988 è stata redattrice della DZS. Prima di andare in pensione nel 1995, è stata redattrice e poi direttrice responsabile dei programmi per l'infanzia della RTV Slovenija.
Ha partecipato a spettacoli per l'infanzia su Radio Trst A e scrive per la rivista Galeb.
Evelina Umek ha scritto diverse opere per bambini, di contenuto educativo e di ambientazione triestina e per adulti. Ha realizzato sceneggiature televisive, tra cui oltre settanta per lo spettacolo per bambini Radovedni Taček e diversi radiodrammi. Dal suo lavoro Sprehod z baronom in drugimi imenitnimi Slovenci,  la RTV Slovenia ha realizzato un documentario. Ha tradotto diversi scrittori italiani: Gianni Rodari, Marcello Argilli, Italo Calvino e altri.
Nel 2004 ha ricevuto il premio Vstajenje per il libro Mandrija .

## Vita privata
Vive a San Giovanni, presso Trieste, suo luogo di nascita. 

## Opere

### Letteratura per l'infanzia
- - 1983 - Pri zdravniku, Mk,  zbirka Pelikan
  - 1986 - Klatimaček grof, MK,1986, zbirka Deteljica
  - 1992 - Slovar radovednega Tačka, Marketing 013
  - 1992 - Capek in Klara, MK
  - 1995 - Radovedni Taček v gledališču, MK
  - 1995 - Mama ne ve, očka ne sme, DZS
  - 1996 - Kaj je prav, DZS
  - 1997 - Radovedni Taček v Galeriji, MK
  - 1997 - Drevesna ulica, DZS
  - 2000 - Sprehod z baronom, Mladika, Trst
  - 2003 - Mandrija in druge zgodbe, Mladika, Trst
  - 2003 - Oblak na vrvici Galeb, Trst
  - 2004 - Malka gre v Trst, Mladika, Trst
  - 2005 - Reševanje male jazbečarke, Galeb, Trst
  - 2007 - Pravljičar, Galeb, Trst

### Prosa
- - 2003 - Mandrija in druge zgodbe, Mladika, Trst
  - 2005 - Frizerka, Mladika, Trst
  - 2006 - Hiša na Krasu, Mladika, Trst
  - 2008 - Po sledeh fate morgane, Mladika, Trst

### Pubblicazioni su riviste
- -     - 1956 - Speča gospodična Ilone, Mladika, Trst
    - 1957 - Poletnega dne je prišel k njej, Tokovi, Trst
    - 1957 - Ni ga mogel imeti rad, Mladika, Trst
    - 1957 - Fant z roko v žepu, Naši razgledi, Trst
    - 1958 - Pet minut upanja, Mladika, Trst
    - 1958 - Tri dni je ležal mrtev, Mladika, Trst
    - 2003 - Tonca, Fontana, Koper
    - 2006 - Na varnem, Primorska srečanja, Koper

### Biografie
- - 1976 - Fant s Tržaške ceste, Tone Seliškar, slovenski pisatelj, Pionirski list, 1. 10. 1975 -24. 3., Ljubljana, ilustracije Melita Vovk
  - 1978 - Paleta cvetja, Ivana Kobilca, slikarka, Pionirski list, 17.11. 1977 -23.2.1978, ilustracije Štefan Planinc, Ljubljana
  - 1978 - Gor čez Izaro, Josef Stefan, znanstvenik, Pionirski list 9. 3. 1978- 1.6. 1978, ilustracije Štefan planinc, Ljubljana
  - 1977 - Strta krila, Eduardo Rusjan, prvi slovenski letalec, Pionirski list 8.9. 1977 -10.11.1977, ilustracija Matjaž Schmidt, Ljubljana
  - 1977 - Skozi ameriško džunglo

### Serie per l'infanzia
- - 1988/89 - Odraščanje psičke Gale, Kurirček
  - 1989 - Drugačne počitnice, Otrok in družina
  - 1993 - Klemenov svet, Otrok in družina
  - 1994/95 - Družinske vezi, Otrok in družina
  - 1999 - Pregovori, Otrok in družina
  - 2002/03 - Ograja, Galeb, Trst
  - 2002/03 - Pega, pega, pegica, Galeb
  - 2002/03 - Jabolko, Galeb
  - 2002/03 - Skrivajčič, Zgubidanček in Pacek Pacon, Galeb
  - 2002/03 - Nagajive ure, Galeb
  - 2002/03 - Dolgčas, Galeb
  - 2002/03 - Mavrična prijateljica, Galeb
  - 2002/03 - Pajek in Mona Liza, Galeb
  - 2002/03 - Dedkova svetilka, Galeb

### Programmi radiofonici
- - 1972/78 - Nenavadni pogovori, RTV Slovenija I
  - 1972/78 - Radijske šole, Radio Slovenija I

### Trasmissioni radiofoniche educative per l'infanzia
- - 1998 - Capek in Klara, Radio Trst A
  - 2000 - Škratovske zgodbe in nezgode, Radio Trst A
  - 2001 - Danes bi rad bil, Radio Trst A
  - 2001 - Zgodbe iz kante, Radio Koper in Slovenija I
  - 2001/2002 - Škratovske zgodbe in nezgode, Radio Trst A
  - 2002 - Čarovnije v knjižnici, Radio Trst A
  - 2003 - Potovanje v nekoč in danes, Radio Trst A

### Radiodrammi per bambini
- - 1990 - Travica želja, Radio Trst A
  - 1992 - Tina v laž deželi, Radio Trst A
  - 1999 - Deklica Pegica, Radio Trst
  - 2002 - Na smetišču, Radio Trst A
  - 2004 - Narub, Radio Trst A, radijska igra v dveh delih
  - 2005 - Zaklad, Radio Trst A, radijska igra v dveh delih

### Sceneggiature televisive
- - 1987-2000 - Radovedni Taček, približno osemdeset scenarijev, RTV SLO
  - 1990 - Dva bahača, RTV SLO
  - 1991 - Babičina skrinja, RTV SLO
  - 1994 - Pajacek, RTV SLO
  - 1995 - Pajac in punčka, RTV SLO
  - 1999 - Jaslice, RTV SLO
  - 1996 - serija novoletnih oddaj Kljukec, RTV SLO
  - 1997 - serija novoletnih oddaj Capek in Klara, RTV SLO
  - 2000-03 - serija oddaj Iz popotne torbe, RTV SLO
  - 2001 - Brki in brkači, RTV SLO
  - 2002 - serija desetih pravljic, RAI, slovenski oddelek
  - 2002 - Nenavadni vrtnarji, RTV SLO
  - 2004 - Sprehod z baronom, RTV SLO

### Lavori teatrali
- - 1994 - Mačja šola, Lutkovno gledališče Ljubljana
  - 1995 - Capek in Klara, Lutkovno gledališče
  - 2005 - Brez vrečk ne gre, Krščansko kulturno društvo Sele - Planina, Sele, Austria

### Traduzioni
- - Maria Giacobbe, Piccole cronache; Male kronike, MK, 1963, Ljubljana
  - Gianni Rodari, La freccia azzurra; Modra puščica, MK,1967, Ljubljana
  - Enzo Biagi, L'uomo non deve morire; Človek ne sme umreti, Tedenska tribuna, 1969, Ljubljana
  - Nantas Salvalaggio, Il letto in piazza; Postelja na trgu, Tedenska tribuna 1971, Ljubljana
  - Guglielmo Zucconi, Bilico; Martin, Škarjač in Slamica, ilustracije Andrej Novak,Pionirski list, 1971, Ljubljana
  - Milena Milani, Emilia sulla diga; Dekle na valobranu, Mladina 1971, Ljubljana
  - Milena Milani, La ragazza di nome Giulio;  Dekle Jules, ČGP Delo, zbirka romani, 1972, Ljubljana
  - Marina Jarre, Il Tramviere imapzzito; Nori sprevodnik, RTV, 1973, Ljubljana
  - Marcello Argilli, Atomino; Atomček, Mk, 1973, Ljubljana
  - Gianni Padoan, Robinson nello spazio; Robinzon v vesolju, MK, 1974, Ljubljana
  - Gianni Padoan, Robinson degli oceani; Robinzon v oceanu, ilustracije Kostja Gatnik, Pionirski list 1974, Ljubljana
  - Italo Calvino, Novelle; Novele, Mladina 1975, Ljubljana
  - Dacia Maraini, Memorie di una ladra; Spomini malopridnice, Obzorja, 1974, Maribor
  - Pietro Chiara, I Giovedi della signora Giulia; Četrtki gospe Julije, Tedenska tribuna, 1975, Ljubljana
  - Gianni Rodari, Favole al telefono; Pravljice po telefonu, MK, 1978, Ljubljana, Ljubljana
  - Gianni Rodari, Grammatica della fantasia; Srečanje z domišljijo, MK, 1979, Ljubljana
  - Gianni Rodari, Tante storie per giocare; Pravljice za igro, Univerzum, 1978, Ljubljana
  - Antonio Gramsci, L`albero del porcospino; Ježevo drevo, Kurirček, 1987, Ljubljana
  - Roy Medvedjev,Nikita Hruščov, Cankarjeva založba, 1983, Ljubljana
  - Italo Calvino, Marcovaldo M, Mk, 1987, Ljubljana
  - Renato Fabiani, Il gelso dei Fabiani; Murva Fabianijev, Mladika Trst, 1998
  - Donatella Ziliotto, Maestro Bora; Mojster Burja, Kekec, 2001, Ljubljana
  - Luigi Malerba, L´uovo infrangibile;  Jajce, ki ga ni mogel nihče razbiti, Kekec, 2001, Ljubljana

### Pubblicazioni in italiano
- Letture fantastiche, Quaderni del Territorio 14, 1997, Comune di San Pier d´Isonzo

### Traduzioni in italiano
- Collezione di fiabe slovene per la casa editrice Mondadori, 1978, Milano